# بعثة سومطرة الثانية
بعثة سومطرة الثانية كانت حملة استكشافية نفذتها البحرية الأمريكية ضد سكان جزيرة سومطرة بعد أن قام محاربون أو قراصنة من شبه جزيرة ملايو بقتل طاقم السفينة التجارية الأمريكية إيكليبس. لقد نزلت قوة من بعثة لسفينتين حربيتين أمريكيتين وهزمت الملايو في معركتين قصيرتين.

## الخلفية

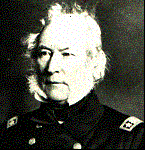
العميد البحري ريد، قبل الحرب الأهلية الأمريكية.

في أغسطس 1838، كانت السفينة التجارية الأمريكية إيكليبس تزور قرية تروبونقان بسومطرة، عندما اقترب منها 24 من الملايو. سمح رفيق السفينة الثاني للمالاويين بالركوب بعد سحب أسلحتهم منهم. بعد لحظات قليلة، أعاد الأمريكيون سلاح المالاويين كعلامة على الصداقة. فهاجم المالاويين، الذين تسلحوا الآن بالسكاكين وغيرها من الأسلحة ذات النصول، الطاقم. قُتل في البداية الشريك الثاني، ثم بقية الرجال الآخرون. قفز بعض البحارة الأمريكيين في البحر لكن المالاويين تعقبوهم وقتلوهم. كان هذا ثاني حادث من هذا القبيل. أدت مذبحة طاقم السفينة التجارية فريدنشيب على يد الملايو إلى انطلاق أول رحلة استكشافية إلى سومطرة في عام 1832. لقد وصلت أخبار المذبحة إلى العميد البحري جورج س. ريد في ديسمبر من العام 1838 بينما كان يبحر قبالة سيلان في قيادة أسطول شرق الهند الذي أبحر على الفور بالفرقاطة كولومبيا نحو جنوب شرق سومطرة بجانب الفرقاطة جون آدمز. كانت الفرقاطتين كولومبيا وجون آدمز في طور رحلة حول العالم بالتزامن مع –ولكن ليست جزءً من– رحلة استكشاف الولايات المتحدة من الأعوام 1838 إلى 1842. من قبيل الصدفة، لا تتطلب الحملة إلى سومطرة أي التفاف. كان لدى الفرقاطة كولومبيا ما يقرب من 500 رجل في المتوسط و50 بندقية خلال الحملة. بينما حملت جون آدمز حوالي 220 رجلًا وضابطًا مع 30 بندقية.

## البعثة

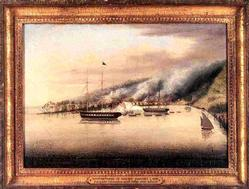
قصف ماكي في 1 يناير 1839

وصلت البعثة قبالة جنوب سومطرة في 1 يناير 1839. توجهت السفينتان الأمريكيتان في البداية إلى كوالا باتو. وبمجرد وصولهما، شكلت سفينتَا البحرية الأمريكية سلسلة من المعارك في حدود خمسة حصون أرضية وخشبية كانت تحمي القرية وفتحت النار. بعد أكثر من ساعة تم تدمير جميع الحصون أو كانت في حالة من الفوضى. استسلم رئيس القرية ثم وافق على عدم مهاجمة السفن الأمريكية. أبحر العميد البحري ريد مع هذه السفينة إلى ماكي، الهدف الأمريكي التالي حيث وصل بكلا الفرقاطتين في اليوم التالي. هبط الأمريكيون بقوة قوامها 360 ضابطًا من مشاة البحرية والبحارة، وكل ذلك تحت قيادة القائد تي دبليو وايمان. هاجم رجال وايمان ماكي في حين وفرت كولومبيا وجون آدمز التغطية بنيران مدفعهما. ومع أن معظم السكان قد فروا من قريتهم بعد اندلاع القتال، ألا أن بعض رجال الملايو حاولوا مقاومة الهجوم لكنهم فشلوا. في غضون فترة قصيرة، كان النيران تشتعل بماكي ثم عاد الأمريكيون إلى سفنهم وأبحروا بعيدًا. انتهت الحملة العقابية بعد اشتباك ماكي واستمر العميد البحري في رحلته حول العالم. حققت بعثة سومطرة الثانية ما لم تحققه البعثة الأولى حيث لم يحدث أن نهب الملايو سفينة تجارية أمريكية مرة أخرى. الإصابات غائبة عن السجلات.